# CNews

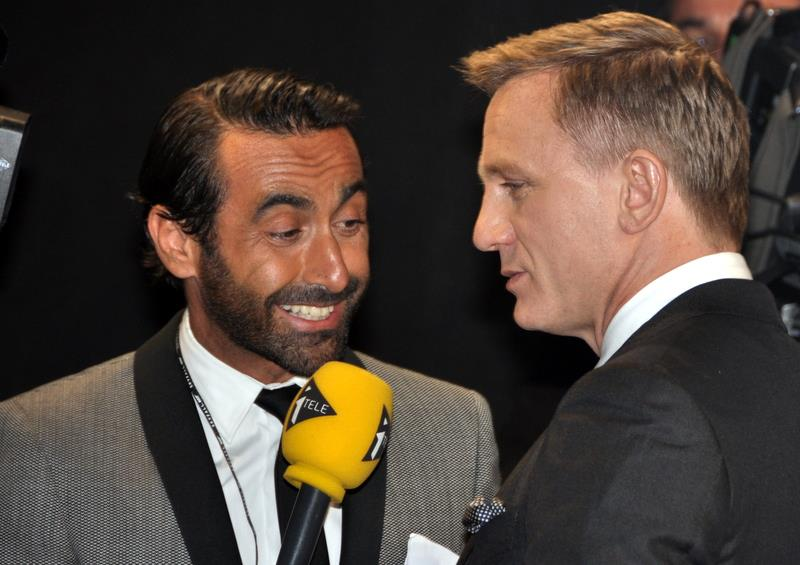
El periodista Olivier Benkemoun fent-li una entrevista a Daniel Craig per a iTÉLÉ, octubre 2012.

CNews és un canal de televisió francès temàtic de notícies que emet informació nacional i internacional les 24 hores del dia. És filial del grup Canal+ i s'hi pot accedir lliurement a través de la TDT, el cable i el satèl·lit.
Fou creada el 4 de novembre del 1999 com a canal de pagament que havia de fer-li la competència a LCI del grup TF1, llançat 5 anys abans. Però amb l'arribada de la televisió digital terrestre a França, el canal esdevé gratuït i passa a tenir una altra competència directa, BFM TV.
D'ençà el 2008 els dos canals, BFTM i iTÉLÉ, es van la competència dels canals d'informació francesos. Aquesta batalla per les audiències va portar iTÉLÉ a abandonar la majoria dels magazins que emetia. Al mes de setembre del 2009 Thierry Thuiller n'esdevé el director de redacció que promet "accelerar el canvi editorial emprès d'ençà un any". Efectivament per tal de fer-li la competència a BFMTV el canal va haver d'adaptar-se, focalitzant l'atenció sobre informació amb més contingut.